# NDC80
Белок кинетохора NDC80 гомолог (англ. Kinetochore protein NDC80 homolog) — белок внешней области кинетохора, участвующий в процессе деления клетки. Продукт гена человека NDC80.

## Функции
Ndc80 образует гетеротетрамер с белками внешнего кинетохора NUF2, SPC25 и SPC24. Образующийся белковый комплекс содержит домены, связывающийся с микротрубочками. Ndc80 участвует в сигнальных путях веретена деления, что обеспечивает безошибочное разделение хромосом при делении клетки путём детекции несвязанных с обоими полюсами хромосом и задержки прометафазы до момента, когда все хромосомы расположены в митотической пластине.

## Взаимодействия
NDC80 связывается с белками MIS12, NEK2 и PSMC2.